# HAT-P-8b
HAT-P-8b là một hành tinh ngoài hệ mặt trời nằm cách chòm sao Pegasus khoảng 720 năm ánh sáng, quay quanh ngôi sao có cường độ thứ 10 GSC 02757-01152. Hành tinh này được phát hiện bởi quá cảnh vào ngày 5 tháng 12 năm 2008. Mặc dù được chỉ định là HAT-P-8b, đây là hành tinh thứ 11 được phát hiện bởi Dự án HATNet. Khối lượng của hành tinh nhiều hơn Sao Mộc 50% trong khi bán kính cũng nhiều hơn Sao Mộc 50%. Khối lượng của hành tinh này là chính xác kể từ khi độ nghiêng của quỹ đạo được biết đến, điển hình cho các hành tinh quá cảnh. Đây được gọi là Sao Mộc nóng bỏng vì hành tinh khổng lồ giống như sao Mộc này quay quanh quỹ đạo rất gần quỹ đạo quanh ngôi sao, khiến hành tinh này trở nên cực kỳ nóng (theo thứ tự một nghìn kelvins). Khoảng cách từ ngôi sao nhỏ hơn khoảng 20 lần so với Trái đất từ Mặt trời, nơi đặt hành tinh này gần sao gấp 8 lần so với sao Thủy so với Mặt trời. Thời gian năm tháng trên hành tinh này chỉ kéo dài 3 ngày, 1 giờ, 49 phút và 54 giây, so với 365 ngày, 6 giờ, 9 phút và 10 giây của Trái đất trong một năm thiên văn.